# Taxi 2

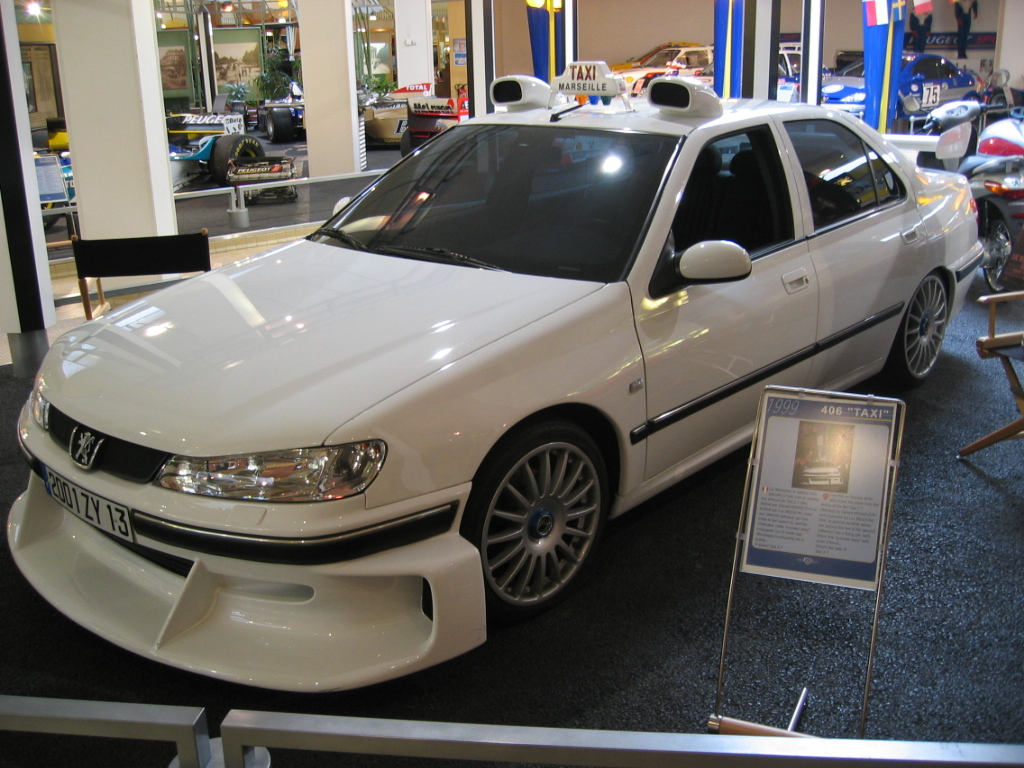
Peugeot 406 din film la ″Musée de l’Aventure Peugeot″ din Sochaux.

Taxi 2 este un film francez din anul 2000, regizat de Gérard Krawczyk după un scenariu de Luc Besson. Acesta este o continuare a filmului Taxi din 1998, regizat de Gérard Pirès. Taxi 2 este urmat de un sequel, Taxi 3, lansat în 2003.

## Distribuție
- Samy Naceri : Daniel Morales
- Frédéric Diefenthal : Émilien Coutant Ker-Balec
- Marion Cotillard : Lilly Bertineau
- Emma Sjöberg : Petra
- Bernard Farcy : Commissaire Gérard Gibert
- Jean-Christophe Bouvet : Général Bertineau
- Frédérique Tirmont : mama
- Marc Faure : ministrul
- Édouard Montoute : Alain Trésor
- Michel Muller : Tatăl copilului născut în taxi
- Jean-Louis Schlesser : El însuși
- Henri Magne : Co-pilotul mașinii rally
- Michel Elias : Speaker rallye
- Sébastien Thiéry : Examinatorul de permis
- Philippe Du Janerand : Client presat
- Tsuyu Shimizu : Iuli
- Shirley Bousquet : Swimming girl
- Mezei Giuseppe : El însuși
- Yoshi Oida : Yuke Tsumoto
- Les Yamakasi : banda de Yakuza urmărită de Émilien (cameo)
- Luc Besson : le propriétaire du bateau (cameo necreditat)
- Jacques Chirac : El însuși (imagini din arhive)
- Lionel Jospin : El însuși (imagini din arhive)
- Daniel Herzog : vocea lui Lionel Jospin (necreditat)
- Yves Lecoq : vocea lui Jacques Chirac (necreditat)

## Coloana sonoră
Lista pieselor
1. Millénaire - Disiz, Faf Larage, Vasquez Lusi, Nuttea & Taïro (compusă de Olivier "Akos" Castelli)
2. Danse Dessus - Faf Larage (compusă de Olivier "Akos" Castelli)
3. Au coin de ma rue - Disiz, Lusi Vasquez, Nuttea & Taïro (compusă de DJ Ralph)
4. Lettre ouverte - Disiz & Jalane (compusă de Olivier "Akos" Castelli)
5. L’Homme n'est qu'un apprenti - Taïro (compusă de Akhenaton)
6. À la conquête - Disiz & Vasquez Lusi (compusă de DJ Ralph)
7. Il faudrait que t’arrêtes - Disiz (compusă de DJ Ralph)
8. Ballade Pour Un Traitre - Faf Larage, Vasquez Lusi & Nuttea (compusă de DJ Ralph)
9. Mea Culpa - Jalane, Faf Larage & Taïro (compusă de DJ Ralph)
10. Laissez-moi - Jalane (compusă de Olivier "Akos" Castelli)
11. Trop de polémiques - Nuttea & Taïro (compusă de Sya Styles)
12. Truc D'Mc - Faf Larage & Vasquez Lusi (compusă de Olivier "Akos" Castelli)
13. Elles dansent - Nuttea (compusă de N. "Zenn" Ghrib & C. "Baron" Seys)
14. Nos légendes - Faf Larage & Taïro (compusă de Olivier "Akos" Castelli)
15. Un peu moins de mystère - Vasquez Lusi (compusă de Shurik'n)
16. Dancefloor Furie - Jalane, Faf Larage & Lusi Vasquez featuring Freeman (compusă de Akhenaton)

1. ↑   http://www.allocine.fr/film/fichefilm_gen_cfilm=23460.html, accesat în 27 mai 2016 Lipsește sau este vid: |title= (ajutor)
2. ↑   http://www.moviemistakes.com/film1965, accesat în 27 mai 2016 Lipsește sau este vid: |title= (ajutor)
3. ↑   http://www.ofdb.de/film/5237,Taxi-Taxi, accesat în 27 mai 2016 Lipsește sau este vid: |title= (ajutor)
4. ↑   http://www.imdb.com/title/tt0183869/, accesat în 27 mai 2016 Lipsește sau este vid: |title= (ajutor)